# Guineo 1.ª Sección
Guineo 1.ª Sección es una localidad del municipio de Centro ubicado en la subregión centro del estado mexicano de Tabasco.
La localidad cuenta con servicios de agua, luz, un jardín de niños, una escuela primaria, un Súper Sánchez y un centro de salud.

## Geografía
La localidad de Guineo 1.ª Sección se sitúa en las coordenadas geográficas 17°55′43″N 93°01′32″O / 17.928611, -93.025556, a una elevación de 9 metros sobre el nivel del mar.

## Demografía
Según el Censo de Población y Vivienda 2020, efectuado por el Instituto Nacional de Estadística y Geografía, la localidad de Guineo 1.ª Sección tiene 1,917 habitantes, de los cuales 985 son del sexo masculino y 932 del sexo femenino. Su tasa de fecundidad es de 2.25 hijos por mujer y tiene 502 viviendas particulares habitadas.
| Gráfica de evolución demográfica de Guineo 1.ª Sección entre 1930 y 2020 |
|                                                                          |
| INEGI.                                                                   |